# Christian Gottfried Körner

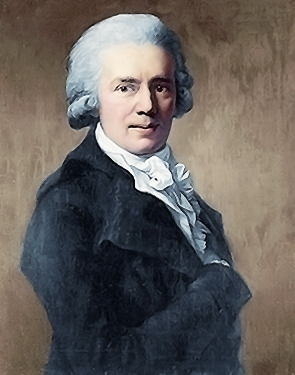
Christian Gottfried Körner (Porträt von Anton Graff)

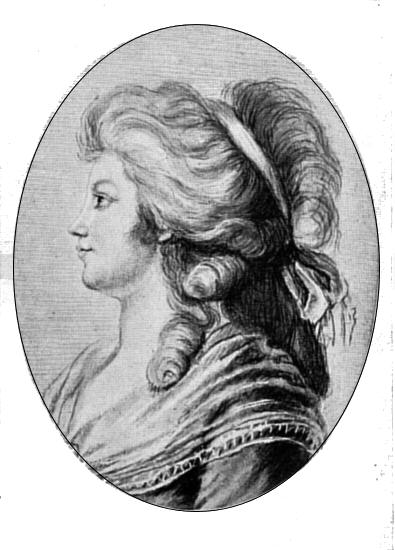
Minna Körner (Zeichnung von Dora Stock)

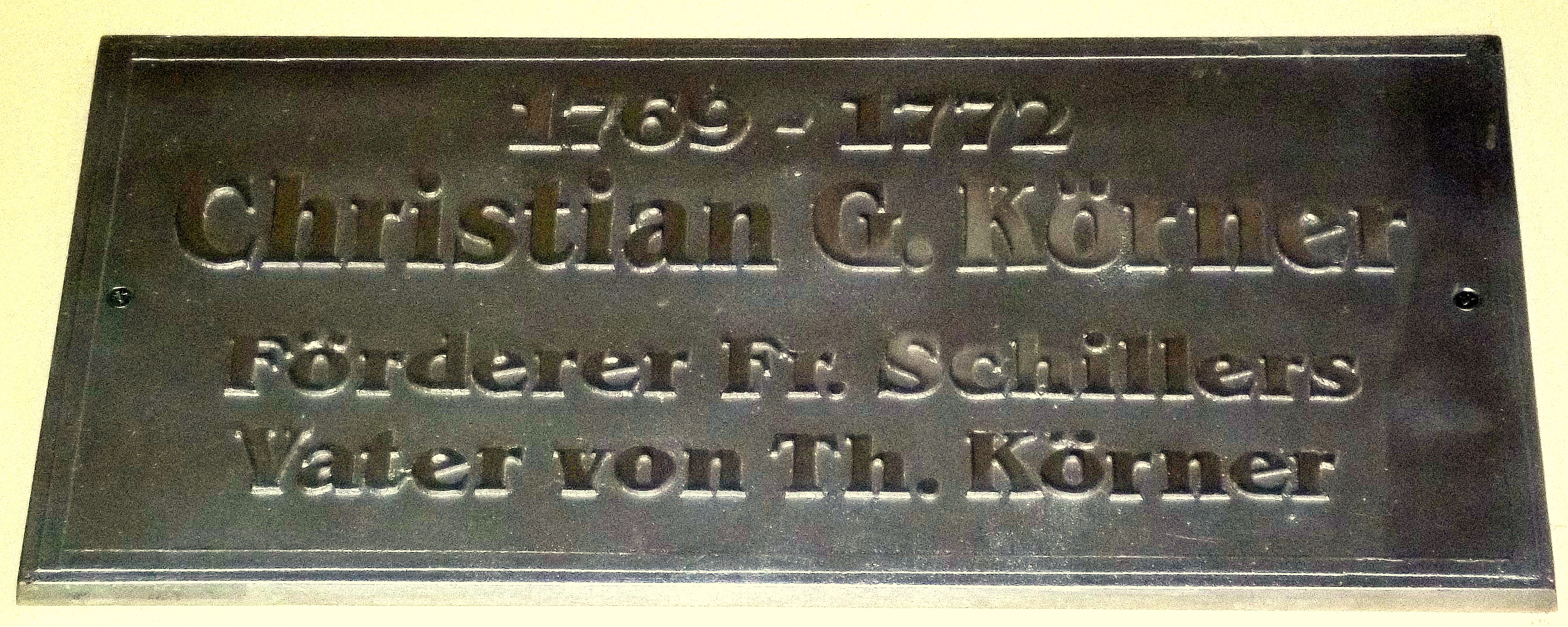
Ehrentafel für Christian Gottfried Körner im Gymnasium St. Augustin Grimma (im Durchgang des Hauptportals)

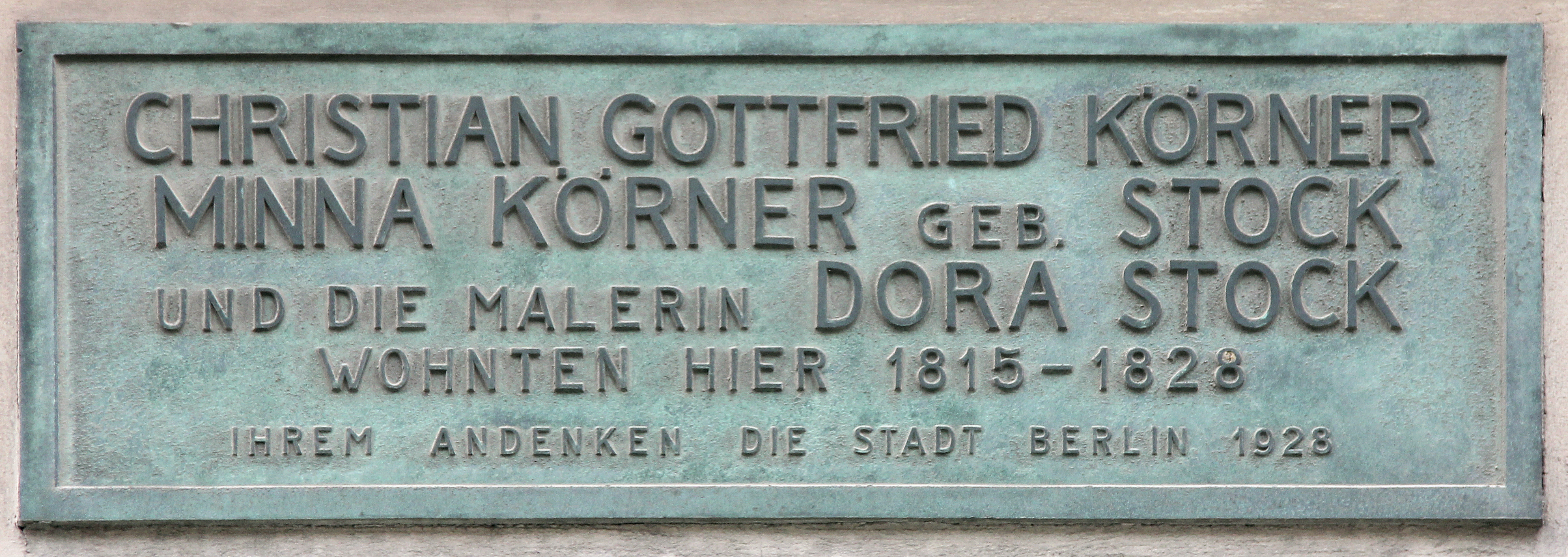
Gedenktafel am Haus Brüderstraße 13, in Berlin-Mitte

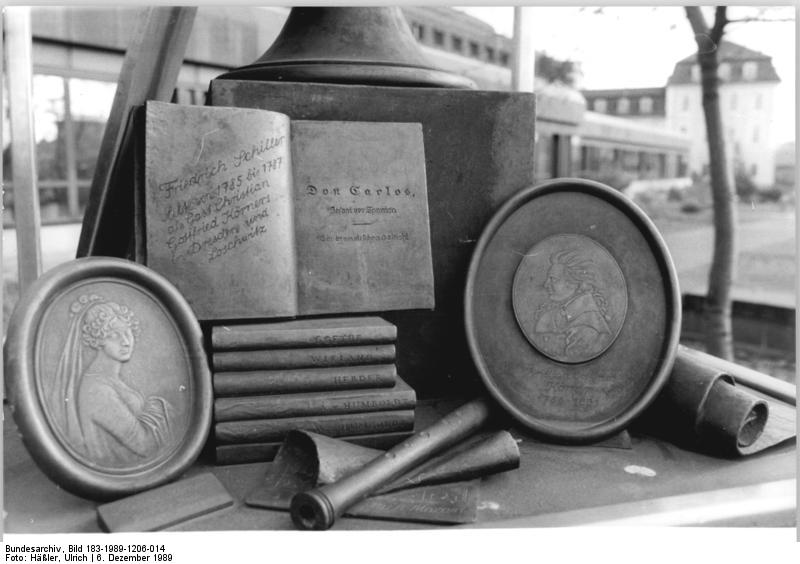
Gedenk-Plastik an der Stelle des ehemaligen Wohnhauses von Körner in Dresden, 1989

Christian Gottfried Körner (* 2. Juli 1756 in Leipzig; † 13. Mai 1831 in Berlin) war ein deutscher Schriftsteller und Jurist. Körner ist der Herausgeber der ersten Gesamtausgabe der Werke seines Freundes Friedrich Schiller und der Herausgeber des poetischen Nachlasses seines Sohnes Theodor Körner.

## Leben
Körner war der Sohn des Theologieprofessors, Pastors und Leipziger Superintendenten Johann Gottfried Körner (1726–1785). Er lernte von 1769 bis 1772 an der Fürstenschule Grimma, studierte an der Universität Göttingen und an der Universität Leipzig Rechtswissenschaften und wurde in Leipzig habilitiert. Dort schloss er sich 1777 der Freimaurerloge Minerva zu den drei Palmen an. In jener Zeit war er auf verschiedenen Reisen. In Leipzig wurde er 1778 Privatdozent. 1783 wurde er dann Oberkonsistorialrat in Dresden, 1790 Oberappellationsgerichtsrat, 1798–1811 Geheimer Referendar im Geheimen sächsischen Konsilium, 1811 aber in das Appellationsgericht zurückversetzt. 1813 wurde er in Dresden Mitglied der Loge Zu den drei Schwertern und war hier Meister vom Stuhl bis 1815. In seiner Berliner Zeit nach 1815 sang er außerdem unter dem Direktorat Carl Friedrich Zelters in der Sing-Akademie zu Berlin und komponierte auch gelegentlich.
Körner war einer der vertrautesten und einflussreichsten Freunde und Förderer Schillers. Die Freundschaft entstand durch einen nicht unterzeichneten Brief, den Körner im Juni 1784 zusammen mit seinem Freund Ludwig Ferdinand Huber und den Schwestern Anna Maria Wilhelmine Jakobine (Minna) (* 11. März 1762; † 20. August 1843) und Johanna Dorothea (Dora) Stock (1760 (1759)–1832) dem jungen Schiller nach Mannheim sandte, in dem sie ihre uneingeschränkte Verehrung für Schillers Dramen ausdrückten. Die Absender waren zwei Brautpaare, deren Heiratsabsicht auf den Widerstand der großbürgerlich-autoritären Väter gestoßen war, weshalb sie sich insbesondere mit der Darstellung der nicht standesgemäßen Beziehung in Schillers Drama Kabale und Liebe identifizieren konnten. Die Schwestern Minna und Dora Stock waren Töchter des Leipziger Kupferstechers Johann Michael Stock (1737–1773) und damit Handwerkerskinder. Schiller antwortete ein halbes Jahr später auf diesen Brief: „Ihre Briefe … trafen mich in einer der traurigsten Stimmungen meines Herzens“ (7. Dezember 1784). Am 7. August 1785 heiratete Christian Gottfried die jüngere Tochter Minna.
In einem Brief an Körner schrieb Schiller, dass der Musiker und Verleger Johann Christoph Bode ihn veranlassen wollte, der Freimaurerei beizutreten. Körner riet ihm aber davon ab, da Bode ihn nur für den Illuminatenorden gewinnen wolle.
Inzwischen war Schillers finanzielle Lage so hoffnungslos geworden, dass er keinen anderen Ausweg sah, als sich zu den unbekannten Freunden nach Leipzig zu flüchten. Nach einer neun Tage dauernden Fahrt kam er im April 1785 in Leipzig an und wurde dort von dem Freundeskreis – in Abwesenheit Körners – gastfreundlich aufgenommen. Von da ab wohnte er bis 1787 zeitweise auf Körners Weinberg in Loschwitz bei Dresden, zeitweise in Dresden selbst. Wie wichtig der geistige Austausch mit Körner für Schiller war, geht aus ihrem Briefwechsel hervor, aber auch daraus, dass in Schillers philosophischen Briefen, die er ab 1786 in der Thalia veröffentlichte, die Briefe des skeptisch-materialistischen Raphael weitgehende wörtliche Übernahmen von Briefen Körners sind. Anlässlich der Hochzeit widmete Schiller die Ode An die Freude seinem Freund Körner und dessen Ehefrau.
Schiller stellte dann auch Beziehungen zwischen seinem ersten großen Partner, dem Ästhetiker und staatswissenschaftlichen Schriftsteller Körner, und seinen späteren Austauschpartnern Goethe, Johann Gottfried Herder, Wilhelm von Humboldt und August Wilhelm Schlegel her.
Körners Sohn Theodor fiel 1813 in den Befreiungskriegen. Seine Tochter Emma Körner starb 1815 nach plötzlicher Krankheit. Im selben Jahr trat Christian Gottfried als Staatsrat in Berlin in preußische Dienste, wurde später Geheimer Oberregierungsrat und starb 1831 in Berlin. Er wurde neben seinen Kindern unter der Eiche von Wöbbelin in Mecklenburg bestattet.
In Dresden erinnerte bis 1945 sein ehemaliges Stadtwohnhaus (Körnerstraße 7) als Körner-Museum an ihn. Heute sind ihm Teile der Ausstellungen im Schillerhäuschen in Loschwitz, das auf dem Grundstück seines früheren Sommerwohnsitzes steht, sowie im Kügelgenhaus – Museum der Dresdner Romantik gewidmet, das ein Stück weit in der Tradition des ehemaligen Körner-Museums steht.

## Schriften
- Ueber die Freiheit des Dichters bei der Wahl seines Stoffs, 1789 (Text in Schillers Thalia. 2. Band, Heft 6)
- Raphael an Julius, 1789 (Text in Schillers Thalia, 2. Band, Heft 7)
- Über Charakterdarstellung in der Musik. In Die Horen, 1795, 5. Stück
- Schillers Briefwechsel mit Körner.[3]
- Ästhetische Ansichten, Leipzig 1808
- Versuche über Gegenstände der innern Staatsverwaltung, Dresden 1812
- Deutschlands Hoffnungen, Leipzig 1813
- Rede: Ideen über Freimaurerei. (zu finden in der Berliner Staatsbibliothek)

Als Herausgeber war Körner für die erste Ausgabe von Schillers Werken mit einer biographischen Skizze verantwortlich (Stuttgart 1812–15, 12 Bände) und verfasste mit Caroline von Wolzogen Schillers Biographie. Außerdem gab er den poetischen Nachlass seines Sohnes Theodor Körner heraus.